# راضیه
راضیه (به عربی: راضیة) (معنی: پسندیده، خشنود) نامی زنانه با ریشه عربی است.
راضیه می‌تواند به یکی از موارد زیر اشاره داشته باشد:
- یکی از نام‌های فاطمه زهرا است.
- راضیه برومند، صداپیشه، بازیگر، و نویسنده ایرانی
- راضیه بیگم، دختر سلطان حسین صفوی و همسر نادرشاه افشار
- راضیه سلطان، شاهزاده عثمانی
- راضیه تجار، محقق و نویسنده ایرانی
- راضیه شیرمحمدی، ورزشکار تیراندازی با کمان پارالمپیکی ایرانی
- راضیه غلامی شعبانی، سیاست‌مدار ایرانی
- راضیه سعادت منگل، سیاستمدار افغانی
- راضیه میهنیه، بانوی محدث و صوفی خراسانی ایرانی